# 前田健司
前田 健司（まえだ けんじ、1964年6月21日 - ）は、日本の実業家、投資家。燦キャピタルマネージメント株式会社創業者・代表取締役社長。

## 人物・来歴
福岡県北九州市小倉生まれ。1983年福岡県立小倉高等学校卒業。野球部出身。
1989年成城大学法学部法律学科卒業、オリックス入社。1997年ワイトレーディング（現燦キャピタルマネージメント）を創業し、同社代表取締役社長に就任。1999年神戸大学大学院法学研究科法政策専攻博士後期課程単位習得退学。
北浜銀行をイメージして関西地方でベンチャーキャピタル等として活動し、金融商品の開発を進め、2006年には燦キャピタルマネージメントの大阪証券取引所ヘラクレスへの上場を果たした。
2007年大阪大学大学院経済学研究科非常勤講師。
2010年北九州市特命大使・ひまわり大使。2021年大阪うつぼロータリークラブ会長。